# Masvingo United Football Club
El Masvingo United Football Club és un club de futbol zimbabuès de la ciutat de Masvingo.

## Història
El club nasqué l'any 1997 com a resultat de la compra del Zimex, patrocinat aleshores per Cold Storage Commission.

## Palmarès
- Copa zimbabuesa de futbol:[1]
  - 2002, 2005
- Trofeu de la Independència de Zimbàbue:[1]
  - 2006, 2007
- OK Woza Bhora:[1]
  - 2005